# Могилевский, Афанасий Григорьевич
Афанасий Григорьевич Могилевский (1774—1850) —  духовный писатель, протоиерей, профессор богословия и декан этико-политического факультета Харьковского университета.

## Биография
Родился в 1774 году. 
В 1819 году по рекомендации архиерея Павла и представления З. Я Карнеева был назначен профессором кафедры богословия юридического факультета Императорского Харьковского университета, хотя и не имел учёной степени; «преподавал богопознание и христианское учение, объяснял евангелие и апостольские послания». 
Избирался деканом этико-политического факультета в 1823, 1824, 1829 и 1834 годах. В 1824 году отказался баллотироваться на должность ректора университета; в 1830, 1832, 1833 годах был секретарём этико-политического факультета. В 1828 году был избран председателем учёного общества при Харьковском университете.
Состоял протоиереем кафедрального собора. В 1831 году его стараниями был открыт университетский храм, в честь преподобного Антония Великого.
Были напечатаны его сочинения: «Российская риторика» (Харьков., 1817 и 1824), «Речь о необходимости христианского учения» (Харьков, 1820), «Беседы о важнейших истинах христианского учения» (Харьков, 1825), «Слова и речи» (Харьков, 1845); ему также принадлежат «Рассуждения о поэзии древних евреем» Его «Российская риторика» была принята в качестве учебника во многих духовных и светских учебных заведениях.
Умер в 1850 году.